# الرياينة (تمدغاص)
الرياينة هو دُوَّار يقع بجماعة بني وليد، إقليم تاونات، جهة فاس مكناس في المملكة المغربية. ينتمي الدوّار لمشيخة تمدغاص التي تضم 7 دواوير. يقدر عدد سكانه بـ 526 نسمة حسب الإحصاء الرسمي للسكان والسكنى لسنة 2004.

## روابط خارجية
- البوابة الوطنية للجماعات الترابية
- المندوبية السامية للتخطيط